# Julius Schmid
Julius Schmid (3. února 1854 Vídeň – 1. února 1935 Mödling) byl rakouský malíř a kreslíř.

## Život

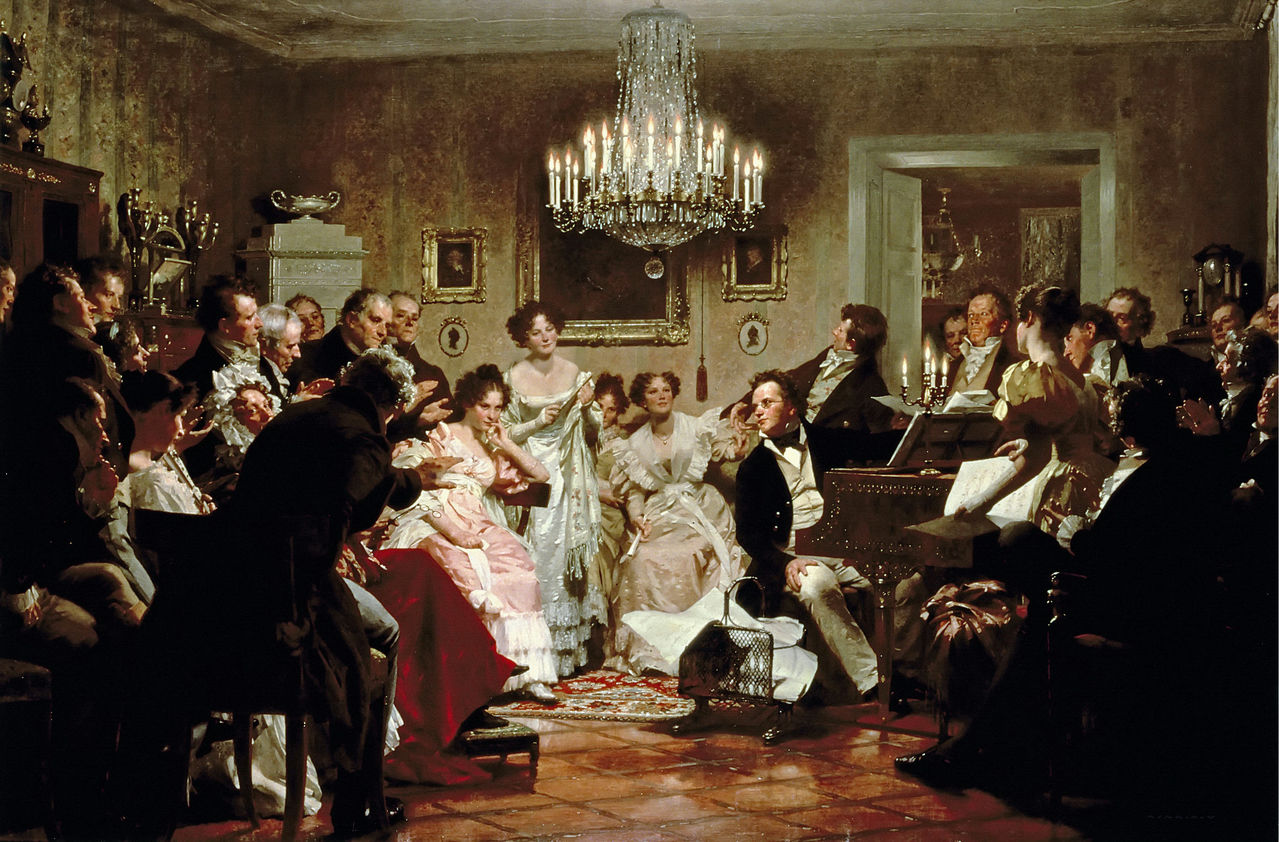
Julius Schmid: Schubertiáda (malováno po Schubertově smrti v roce 1897

Julius Schmid se narodil v rodině obchodníka. V letech 1871–78 studoval na Akademii výtvarných umění ve Vídni. V roce 1878 obdržel Římskou cenu.
V roce 1899 získal na Velké berlínské výstavě umění zlatou medaili. Od roku 1907 do roku 1925 byl řádným profesorem na Akademii výtvarných umění ve Vídni. V roce 1900 obdržel za portrét Marie von Ebner-Eschenbachové bronzovou medaili na pařížské Světové výstavě.

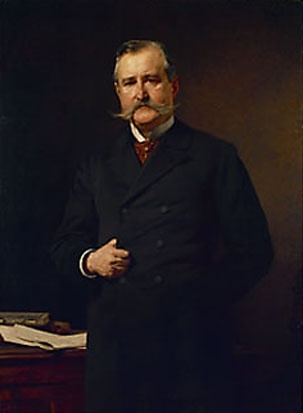
Julius Schmid: Viktor von Fuchs

Schmid pracoval jako krajinář, portrétista šlechty a významných obyvatel Vídně, malíř historických výjevů, ale vytvořil také například nástropní malbu hodovního sálu v budově vídeňské obchodní komory (1903) nebo nástropní malbu ve Skotském klášteře. Jeho nejznámějším dílem je ale Schubertiáda, jedno ze dvou slavných vyobrazení Franze Schuberta obklopeného přáteli. Ve své době byl uznávaným a respektovaným umělcem, na počátku 20. století však téměř upadl v zapomnění. Za své zásluhy o Rakousko a zvláště rodné město Vídeň obdržel v roce 1929 Čestný prsten města.
Byl otcem rostockého gynekologa Hanse Hermanna Schmida.